# Kubernetes
Kubernetes (съкратено K8s) е оркестратор на контейнери с отворен код за автоматично инсталиране на приложен софтуер и по-нататъшното му мащабиране и управление. Първоначално разработен от Google през 2014 г., днес той се поддържа от Cloud Native Computing Foundation и цели предоставянето на платформа за „автоматично разгръщане и опериране на контейнери“. Работи с широк набор от контейнеризатори (най-често с Docker), като групира контейнерите в клъстери. В началото Kubernetes използва интерфейс към рънтайма на Docker, който на по-късен етап е заменен с директен интерфейс към контейнера чрез по-базовия containerd.
Голяма част от облачните услуги предоставят платформа или инфраструктура като услуга (PaaS или IaaS), върху която може да се разгърне Kubernetes като услуга. Много от тях предлагат и свои собствени Kubernetes дистрибуции.